# Museo de la Diversidad Sexual
El Museo de la Diversidad Sexual (MDS, en portugués Museu da Diversidade Sexual) es un museo creado en 2012 por la Secretaría de Cultura y Economía Creativa del Estado de São Paulo, con el objetivo de difundir la cultura de la población LGBT en Brasil. El museo ofrece exposiciones temporales e itinerantes que visitan otras ciudades del estado de São Paulo. Las exposiciones están compuestas por imágenes, fotos, objetos y videos, realizados por artistas que debaten sobre la temática LGBT, a quienes les resulta difícil exhibir su arte en otros lugares.

## Historia
El museo fue creado el 25 de mayo de 2012, de conformidad con el Decreto 58.075 de la Secretaría de Cultura del Estado de São Paulo como Centro de Cultura, Memoria y Estudios de la Diversidad Sexual en el Estado de São Paulo, ubicado en la estación República del metro. Es el primer museo en América Latina y en todo el hemisferio sur con este tema. El propósito del museo es preservar la historia y la cultura de la comunidad LGBT, así como realzar la importancia de la diversidad sexual en la construcción social y cultural en Brasil. El museo se enfoca en abrir espacios para artistas que debaten sobre este tema, junto con el activismo político y el legado sociocultural y preservar y difundir la memoria de la cultura LGBT. Con exposiciones itinerantes, el museo también promueve y divulga exposiciones en otras ciudades del Estado de São Paulo y trabaja en alianza con organizaciones que promueven la discusión contra la homofobia, como en la exposición «Homofobia fuera de la moda», realizada en alianza con la Casa de Criadores y la exposición «OT da Questão», en conmemoración del Día Internacional de la Visibilidad Transgénero, en alianza con el Departamento de Defensa y Justicia Ciudadana.

### Planes para el museo
En 2014, la Secretaría de Cultura del Estado de São Paulo creó un concurso en ProAC para transferir el museo a la Residência Joaquim Franco de Melo, ubicada en la Avenida Paulista, como parte del Concurso de Apoyo a Proyectos de Restauración de Inmuebles Listados por Consejo de Defensa del Patrimonio Histórico, Arqueológico, Artístico y Turístico (Condephaat).] El nuevo proyecto incluye áreas para las colecciones, administración, cafetería, teatro y un espacio para eventos. La propiedad se encuentra en un estado de decaimiento, sin contar con los gastos necesarios para su mantenimiento, razón por la cual el proyecto requiere los trabajos de restauración por parte de Hereñu + Ferroni Arquitetos, empresa ganadora del concurso. No obstante, la propiedad se encuentra en litigio en los tribunales por lo que se hizo imposible la implementación del museo en esta dirección. Actualmente, la propiedad sigue siendo una residencia privada y la Associação da Parada do Orgulho GLBT de São Paulo promueve una petición para que la Prefeitura de São Paulo continúe este proyecto.

### Cierre y reapertura
Debido a una denuncia del diputado estatal Gil Diniz (PL) sobre supuestas irregularidades en el contrato entre la Secretaría de Cultura del Estado de São Paulo y el Instituto Odeon para administrar el recinto que alberga el museo, el Tribunal de Justicia del estado anunció la suspensión de dicho contrato. Producto de ello, el museo anunció su cierre el 29 de abril de 2022.
El 31 de agosto de 2022 la justicia de São Paulo determinó la reapertura del museo tras revertir la decisión tomada de abril producto de la apelación presentada por el gobierno del estado. El Museo de la Diversidad Sexual reabrió sus puertas oficialmente el 2 de septiembre con la exposición «Duo Drag». El 28 de diciembre del mismo año se anunció el inicio de las obras de ampliación del museo, que pasará de una superficie de 100 m² a tener 540 m² con una inversión total de 5 millones de reales.

## El museo
El museo se ubica en Metro República. Es una organización social sin fines de lucro que tiene un vínculo con la Asesoría Cultural de Género y Etnias del Departamento de Cultura de São Paulo. Fue creado con el objetivo de preservar el patrimonio social, político y cultural de la comunidad LGBT en Brasil. Presenta referencias materiales e inmateriales sobre la trayectoria LGBT. Intenta sensibilizar al público sobre la importancia de respetar y valorar la diversidad sexual. Sus exposiciones son temporales y muy dinámicas, ya ha tenido exposiciones allí como, «Las representaciones LGBT en la música brasileña» que se exhibió los días 8 y 15 de octubre de 2016, relacionando MPB y diversidad sexual, y «Caio Mon Amour», creada en honor al 20 aniversario de la muerte del escritor Caio Fernando Abreu, buscando difundir la importancia de reforzar la existencia de reconocidos autores homosexuales en la literatura.